# Репортёрша
«Репортёрша» (англ. Whiskey Tango Foxtrot ; дословно — «Виски Танго Фокстрот») — биографическая военная комедийная драма 2016 года режиссёров Гленна Фикарры и Джона Рекуа. Премьера состоялась 4 марта 2016 года в США.

## Сюжет
В 2003 году нью-йоркский телевизионный журналист Ким Бейкер соглашается взять короткое задание в качестве военного корреспондента в Афганистане. Там она знакомится с корреспондентом BBC News Таней Вандерпол и шотландским фотографом Иэном Маккелпи, с которым у неё складываются дружеские отношения. В работе Ким помогает афганский посредник Фахим, который консультирует её по вопросам возможных угроз.

## В ролях
- Тина Фей — Ким Бейкер
- Марго Робби — Таня Вандерпол
- Мартин Фримен — Иэн Маккелпи
- Кристофер Эбботт — Фахим Ахмадзай
- Билли Боб Торнтон — генерал Холланек
- Альфред Молина — Али Массуд Садик
- Шейла Ванд — Шакира Эль Хури
- Джош Чарльз — Крис
- Черри Джонс — Джери Тауб
- Стерлинг К. Браун — сержант Херд
- Томас Кречманн — пассажир самолёта

## Награды и номинации
- 2017 — номинация на премию «Casting Society of America» в категории «Outstanding Achievement in Casting — Big Budget Feature — Comedy».

## Отзывы
Фильм получил преимущественно положительные и смешанные оценки критиков. На сайте Rotten Tomatoes у картины 68 % положительных отзывов из 184. На Metacritic — 57 баллов из 100 на основе 44 рецензий.